# Mari Molid
Mari Kristine Søbstad Molid (Trondheim, 8 augustus 1990) is een voormalige Noorse handbalspeler.

## Carrière

### Club
Molid begon met handbal bij Kolstad IL. Later verhuisde de opbouwspeelster naar Byåsen IL, waar ze vanaf het seizoen 2006/07 werd ingezet in de Noorse hoogste competitie. Met Byåsen stond ze in de finale van de Europacup II 2007, die werd gewonnen door de Roemeense club CS Oltchim Râmnicu Vâlcea. In 2012 tekende ze een contract bij Levanger HK. In 2014 stapte ze over naar Larvik HK, waar ze 2 seizoenen speelde. Met Larvik won ze het kampioenschap in 2015 en 2016. In de zomer van 2016 verhuisde ze naar de Deense eersteklasser Randers HK, waarmee in 2016 de Deense beker won. In 2018 keerde ze terug naar Larvik voor één. Daarna verhuisde ze voor 2 seizoenen naar Molde HK. In de zomer van 2021 keerde ze terug naar Byåsen. Na het seizoen 2021/22 beëindigde Molid haar loopbaan.

### Nationale team
Molid maakte op 22 september 2010 haar debuut in het Noorse nationale team in een wedstrijd tegen Zweden. Met het Noorse team won ze het Europees Kampioenschap in 2010. Een jaar later werd ze in BraziliëWereldkampioen. In 2015 volgde tweede wereldtitel in Denemarken. Op de Olympische Spelen van 2016 in Rio de Janeiro werd een bronzen medaille behaald.
Molid maakte eerder deel uit van de Noorse jeugd- en juniorenselectie. Met de juniorenselectie won ze in 2009 het EK Onder-19 en in 2010 het WK Onder-20.